# Gondesende
Gondesende est une freguesia portugaise du concelho de Bragance, avec une superficie de 12,94 km2 pour une densité de population de 15 hab/km2 avec 194 habitants en 2011.